# Bahnhof Darmstadt Ost
Der Bahnhof Darmstadt Ost ist ein Durchgangsbahnhof an der Odenwaldbahn in Darmstadt.

## Bezeichnung
Der Bahnhof Darmstadt Ost ging 1869 als Rosenhöhe im Rahmen des Baus der Odenwaldbahn in Betrieb. Seine heutige Bezeichnung erhielt er um das Jahr 1900, als er zum 1. Oktober 1900 diese Bezeichnung auch im Personenverkehr erhielt, nachdem sie zuvor bereits im Güterverkehr eingeführt worden war.

## Empfangsgebäude
Das Empfangsgebäude ist ein 1½-stöckiger spätklassizistischer Fachwerkbau mit Ziegelfüllung errichtet, das nach der Darmstädter Denkmaltopographie „an einen Bahnhof in der russischen Taiga erinnert“ und in der Denkmaltopographie Eisenbahn in Hessen als „ländliches Stationsgebäude“ beschrieben wird. Es ist Darmstadts ältestes erhaltenes Empfangsgebäude. Die Ansicht des teilweise in Holzfachwerk konstruierten, lang gestreckten Gebäudes ist durch eine vertikale Holzverschalung in den oberen Stockwerken und flache gekreuzte Satteldächer gekennzeichnet. Das Erdgeschoss umfasste einen Wartesaal mit Fahrkartenschalter, im Obergeschoss waren Wohnungen für Bahnbedienstete untergebracht. Das historische Empfangsgebäude ist ein Kulturdenkmal nach dem Hessischen Denkmalschutzgesetz. Es wird durch den Bahnbetrieb nicht mehr genutzt und ist für Reisende durch eine Unterstellmöglichkeit im Stil einer Bushaltestelle ersetzt worden. Das historische Empfangsgebäude wurde an private Investoren veräußert, die es denkmalgerecht saniert und hier Geschäfts- und Büroräume eingerichtet haben.

## Verkehrliche Bedeutung
Der Bahnhof Darmstadt Ost liegt am Fuße der Rosenhöhe und ist mit einer Entfernung von rund einem Kilometer der Darmstädter Bahnhof, der am nächsten zum Stadtzentrum liegt. Mit der Inbetriebnahme der eingleisigen Eisenbahnstrecke Darmstadt Ost – Groß-Zimmern im Jahre 1897 wurde der Bahnhof ausgebaut. Er diente als Trennungsbahnhof bis zum Rückbau der Strecke im Jahr 1984.
Der Bahnhof weist heute drei Bahnsteiggleise auf, eins davon ist als Stumpfgleis ausgebildet. Heute halten hier nur noch Personenzüge. Der Ostbahnhof ist ein Verknüpfungspunkt des Nahverkehrs. Er verbindet die Stadt mit dem Odenwald. Von 1913 bis 1986 besaß er einen Straßenbahnanschluss. Im Jahr 2020 besteht neben der Odenwaldbahn mit der RMV-Linie  RB81, RB82 und RE80 Anschluss an die Regionalbuslinien  Bus 671, Bus 672, Bus 673, Bus 674, Bus 693, Bus GB, Bus MO1, Bus NHX, Bus RH, Bus X71, Bus X74, Bus X78 und weitere der Darmstadt-Dieburger Nahverkehrsorganisation. Im Rahmen des Baus der Nordostumgehung soll er als Verknüpfungspunkt zwischen Regionalbussen, innerstädtischen Buslinien und der Odenwaldbahn ausgebaut werden. Die Bahnsteige sind barrierefrei über den Fußgängerbahnübergang zu erreichen. Das Stumpfgleis nutzt die Museumsbahn bei Fahrten auf der Bahnstrecke Darmstadt Ost–Groß-Zimmern zum Haltepunkt Bessunger Forsthaus.
| Linie | Verlauf | Takt                                                |
| ----- | --- | --------------------------------------------------- |
| RE 80 | Odenwaldbahn: Darmstadt Hbf – Darmstadt Nord – Darmstadt Ost – Ober-Ramstadt – Reinheim (Odenw) – Groß-Umstadt Wiebelsbach – Höchst (Odenw) – Bad König – Michelstadt – Erbach (Odenw) Stand: Fahrplanwechsel Dezember 2021 | 60/120 min (wochentags)                             |
| RB 81 | Odenwaldbahn: Darmstadt Hbf – Darmstadt Nord – Darmstadt Ost – Darmstadt Lichtwiese – Mühltal – Ober-Ramstadt – Reinheim (Odenw) – Otzberg-Lengfeld – Groß-Umstadt Wiebelsbach – Höchst Hetschbach – Höchst (Odenw) – Höchst Mümling-Grumbach – Bad König – Bad König Zell – Michelstadt – Erbach (Odenw) Nord – Erbach (Odenw) – Beerfelden-Hetzbach – Hesseneck-Schöllenbach – Hesseneck-Kailbach – Eberbach Stand: Fahrplanwechsel Juni 2022        | einzelne Züge                                       |
| RB 82 | Odenwaldbahn: Frankfurt (Main) Hbf – Darmstadt Nord – Darmstadt Ost – Darmstadt Lichtwiese – Mühltal – Ober-Ramstadt – Reinheim (Odenw) – Otzberg-Lengfeld – Groß-Umstadt Wiebelsbach – Höchst Hetschbach – Höchst (Odenw) – Höchst Mümling-Grumbach – Bad König – Bad König Zell – Michelstadt – Erbach (Odenw) Nord – Erbach (Odenw) – Beerfelden-Hetzbach – Hesseneck-Schöllenbach – Hesseneck-Kailbach – Eberbach Stand: Fahrplanwechsel Juni 2022 | 60 min (Frankfurt–Erbach) 120 min (Erbach–Eberbach) |